# Gimnastică la Jocurile Olimpice de vară din 2016
Trei discipline de gimnastică s-au desfășurat la Jocurile Olimpice de vară din 2016: gimnastică artistică, gimnastică ritmică și trambulină. Toate probele au avut loc la Arena Olimpică din Rio de Janeiro între 6 și 21 august 2016.

## Medaliați

### Gimnastică artistică

#### Masculin
| Probă             | Aur                                                                                         | Argint                                                                                                 | Bronz                                                                         |
| Echipe compus     | Japonia (JPN) · Kenzō Shirai · Yusuke Tanaka · Koji Yamamuro · Kōhei Uchimura · Ryōhei Katō | Rusia (RUS) · Denis Ableazin · David Beleavski · Ivan Stretovici · Nikolai Kuksenkov · Nikita Nagornîi | China (CHN) · Deng Shudi · Lin Chaopan · Liu Yang · You Hao · Zhang Chenglong |
| Individual compus | Kōhei Uchimura · Japonia (JPN)                                                              | Oleh Verneaiev · Ucraina (UKR)                                                                         | Max Whitlock · Marea Britanie (GBR)                                           |
| Sol               | Max Whitlock · Marea Britanie (GBR)                                                         | Diego Hypólito · Brazilia (BRA)                                                                        | Arthur Mariano · Brazilia (BRA)                                               |
| Cal cu mânere     | Max Whitlock · Marea Britanie (GBR)                                                         | Louis Smith · Marea Britanie (GBR)                                                                     | Alexander Naddour · Statele Unite ale Americii (USA)                          |
| Inele             | Eleftherios Petrounias · Grecia (GRE)                                                       | Arthur Zanetti · Brazilia (BRA)                                                                        | Denis Ableazin · Rusia (RUS)                                                  |
| Sărituri          | Ri Se-gwang · Coreea de Nord (PRK)                                                          | Denis Ableazin · Rusia (RUS)                                                                           | Kenzō Shirai · Japonia (JPN)                                                  |
| Paralele          | Oleh Verneaiev · Ucraina (UKR)                                                              | Danell Leyva · Statele Unite ale Americii (USA)                                                        | David Beleavski · Rusia (RUS)                                                 |
| Bară              | Fabian Hambüchen · Germania (GER)                                                           | Danell Leyva · Statele Unite ale Americii (USA)                                                        | Nile Wilson · Marea Britanie (GBR)                                            |

#### Feminin
| Probă             | Aur | Argint                                                                                                 | Bronz                                                                     |
| Echipe compus     | Statele Unite ale Americii (USA) · Simone Biles · Gabby Douglas · Laurie Hernandez · Madison Kocian · Aly Raisman | Rusia (RUS) · Angelina Melnikova · Aliia Mustafina · Maria Paseka · Daria Spiridonova · Seda Tuthalian | China (CHN) · Fan Yilin · Mao Yi · Shang Chunsong · Tan Jiaxin · Wang Yan |
| Individual compus | Simone Biles · Statele Unite ale Americii (USA)                                                                   | Aly Raisman · Statele Unite ale Americii (USA)                                                         | Aliia Mustafina · Rusia (RUS)                                             |
| Sărituri          | Simone Biles · Statele Unite ale Americii (USA)                                                                   | Maria Paseka · Rusia (RUS)                                                                             | Giulia Steingruber · Elveția (SUI)                                        |
| Paralele inegale  | Aliia Mustafina · Rusia (RUS)                                                                                     | Madison Kocian · Statele Unite ale Americii (USA)                                                      | Sophie Scheder · Germania (GER)                                           |
| Sol               | Simone Biles · Statele Unite ale Americii (USA)                                                                   | Aly Raisman · Statele Unite ale Americii (USA)                                                         | Amy Tinkler · Marea Britanie (GBR)                                        |
| Bârnă             | Sanne Wevers · Olanda (NED)                                                                                       | Laurie Hernandez · Statele Unite ale Americii (USA)                                                    | Simone Biles · Statele Unite ale Americii (USA)                           |

### Gimnastică ritmică
| Probă             | Aur | Argint                                                                                              | Bronz |
| Echipe compus     | Rusia (RUS) · Vera Biriukova · Anastasia Blizniuk · Anastasia Maksimova · Anastasiia Tatareva · Maria Tolkaceva | Spania (ESP) · Sandra Aguilar · Artemi Gavezou · Elena López · Lourdes Mohedano · Alejandra Quereda | Bulgaria (BUL) · Reneta Kamberova · Lyubomira Kazanova · Mihaela Maevska-Velichkova · Tsvetelina Naydenova · Hristiana Todorova |
| Individual compus | Margarita Mamun · Rusia (RUS)                                                                                   | Iana Kudreavțeva · Rusia (RUS)                                                                      | Hanna Rizatdinova · Ucraina (UKR)                                                                                               |

### Trambulină
| Probă               | Aur                                  | Argint                             | Bronz                 |
| Individual masculin | Uladzislau Hancharou · Belarus (BLR) | Dong Dong · China (CHN)            | Lei Gao · China (CHN) |
| Individual feminin  | Rosie MacLennan · Canada (CAN)       | Bryony Page · Marea Britanie (GBR) | Li Dan · China (CHN)  |

## Clasament pe medalii
Legendă
  *   Țara-gazdă
| Loc   | Țară                       | Aur | Argint | Bronz | Total |
| ----- | -------------------------- | --- | ------ | ----- | ----- |
| 1     | Statele Unite ale Americii | 4   | 6      | 2     | 12    |
| 2     | Rusia                      | 3   | 5      | 3     | 11    |
| 3     | Marea Britanie             | 2   | 2      | 3     | 7     |
| 4     | Japonia                    | 2   | 0      | 1     | 3     |
| 5     | Ucraina                    | 1   | 1      | 1     | 3     |
| 6     | Germania                   | 1   | 0      | 1     | 2     |
| 7     | Belarus                    | 1   | 0      | 0     | 1     |
| 7     | Canada                     | 1   | 0      | 0     | 1     |
| 7     | Grecia                     | 1   | 0      | 0     | 1     |
| 7     | Olanda                     | 1   | 0      | 0     | 1     |
| 7     | Coreea de Nord             | 1   | 0      | 0     | 1     |
| 12    | Brazilia*                  | 0   | 2      | 1     | 3     |
| 13    | China                      | 0   | 1      | 4     | 5     |
| 14    | Spania                     | 0   | 1      | 0     | 1     |
| 15    | Bulgaria                   | 0   | 0      | 1     | 1     |
| 15    | Elveția                    | 0   | 0      | 1     | 1     |
| Total | Total                      | 18  | 18     | 18    | 54    |